# Czarnowo-Biki
Czarnowo-Biki – wieś w Polsce położona w województwie podlaskim, w powiecie wysokomazowieckim, w gminie Kulesze Kościelne. Wierni kościoła rzymskokatolickiego należą do parafii pw. św. Bartłomieja Apostoła w Kuleszach Kościelnych.

## Historia
Nazwa Czarnowo pochodzi prawdopodobnie z czasów pierwszego osadnictwa w tej okolicy z X-XIII stulecia. Książę mazowiecki Janusz I w nadaniu dla rycerzy herbu Cholewa z Ziemi płockiej zapisał w 1418 r. nazwę Czarnowo. Na początku XV w. obszar ten został sztucznie podzielony granicą mazowiecko–litewską. Powstały tu trzy wsie. Czarnowo-Undy i Czarnowo-Dąb należały do parafii Kołaki Kościelne, leżącej na Mazowszu. Współczesne Czarnowo-Biki znalazły się po stronie litewskiej. Zasiedlone przez ród Kuleszów.
Z lat 1431–1441 pochodzą wzmianki o wsi Czarnowo alias Kulesze-Bogdanowięta. W tym okresie wymieniony Jakub Kulesza z Czarnowa. Mieszkający tu Kuleszowie przyjęli przydomek Biki. W pierwszej połowie XVI w. żył Joannis Biko. Bik to według językoznawców staropolskie określenie: próżniaka, piecucha, drągala. Andrzej hearades de Ciarnowo Biki wymieniony w 1493 r. jako jeden z fundatorów kościoła w Kuleszach Rokitnicy. Popis pospolitego ruszenia z 1528 r. informuje o wsi Byki. Mieszkało tu 3 rycerzy: Matej Szczepanowicz, Mroczek Bartoszewicz i Andrej Petrowicz.
W 1569 Cziarnowo Biki, w czasie spisu podatkowego z 1580 r. Kuliesze Biki, Bykow, Cziarnowo. Na mapie Podlasia z 1790 wyszczególniono ją jako Kulesze Cziarnowo. W XIX wieku przyjęła się nazwa Czarnowo Biki. Spis podatkowy z 1580 r. wylicza tę wieś razem z Kuleszami, zatem była to część okolicy szlacheckiej Kulesze, a nie Czarnowo.
Zaścianek szlachecki Czarnowo Byki należący do okolicy zaściankowej Kulesze położony był w drugiej połowie XVII wieku w powiecie brańskim ziemi bielskiej województwa podlaskiego.
W 1827 r. w miejscowości 11 domów i 57 mieszkańców. Dane z 1891 r. informują o 10 drobnoszlacheckich gospodarzach uprawiających 74 ha ziemi. Oprócz tego posiadali 4 ha lasów i 1 ha łąk. Słownik Geograficzny z 1880 r. zapisał: Czarnowo Byki (właściwie Biki), wieś szlachecka, powiat mazowiecki, gmina Mazowieck, parafia Kulesze. W 1921 r. wieś liczyła 21 domów i 125 mieszkańców. 
W latach 1975–1998 miejscowość administracyjnie należała do województwa łomżyńskiego. W 2021 r. liczba mieszkańców wsi wynosiła 108.

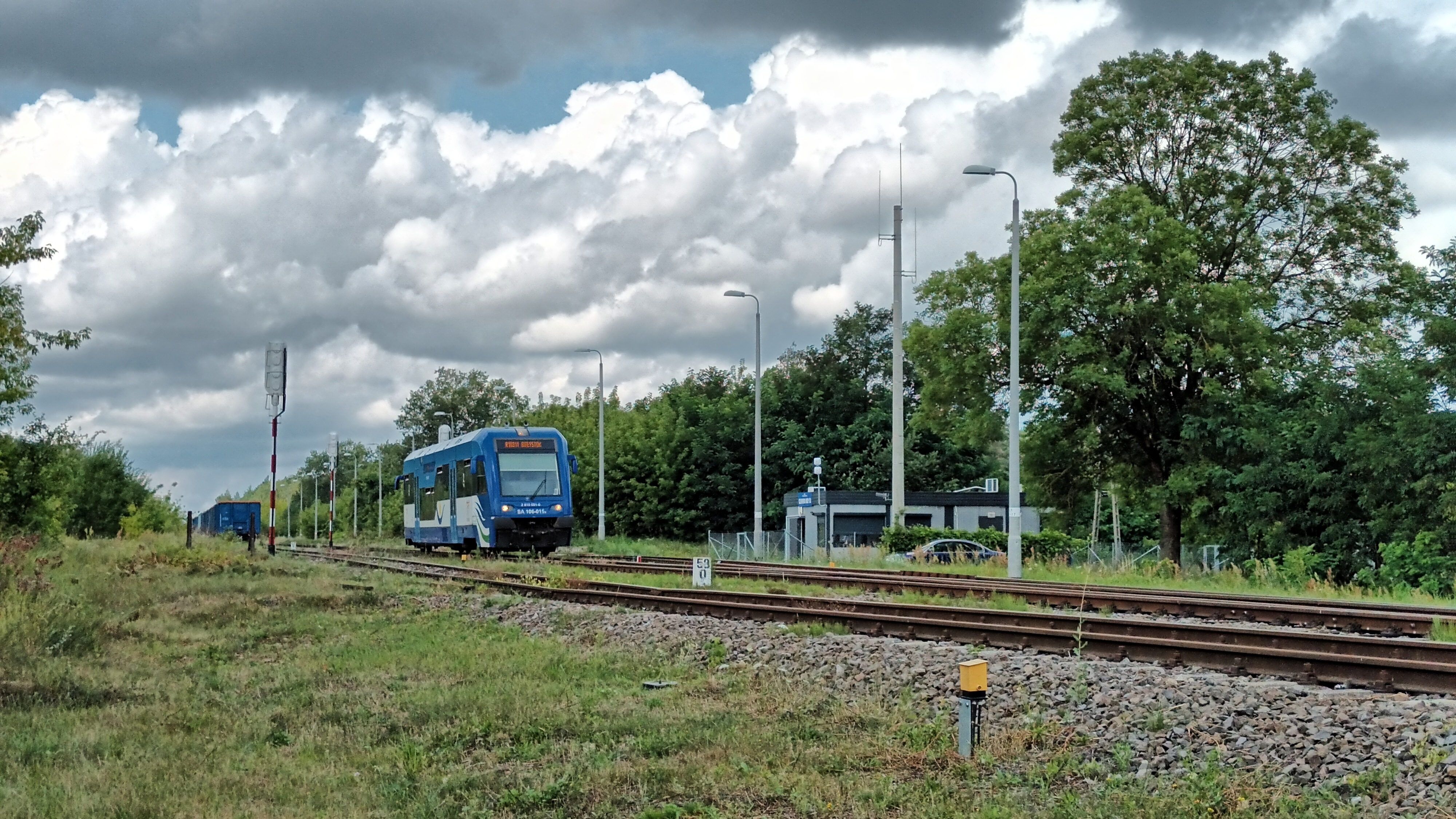
Budynek nastawni kontenerowej i szynobus na stacji PKP w Czarnowie

## Transport
Komunikację zbiorową realizuje Arriva Bus Transport Oddział Bielsk Podlaski. Na terenie miejscowości znajduje się także stacja kolejowa Czarnowo-Undy. W marcu 2024 r. wznowiono połączenia pasażerskie na linii kolejowej nr 36 z Łap do Ostrołęki, jednak tylko z obsługą na wybranych stacjach i przystankach.